# Big Bang (zespół muzyczny)
BIGBANG (kor. 빅뱅 Bigbaeng, jap. ビッグバン) – południowokoreański zespół muzyczny utworzony przez YG Entertainment. W skład zespołu wchodzą G-Dragon (lider), Taeyang i Daesung, zadebiutowali 19 sierpnia 2006 roku. Big Bang od razu odnalazł swój własny styl muzyczny i image oraz jest najczęściej oglądanym w internecie koreańskim zespołem. Ich muzyka to połączenie hip hopu i R&B z elementami elektroniki. Członkowie uczestniczą w pisaniu i tworzeniu ich własnej muzyki, a w szczególności lider, G-Dragon, który zdobył szacunek reszty grupy i pochwałę od specjalistów przemysłu muzycznego. Zespół jest jedną z grup muzycznych z największą liczbą sprzedanych egzemplarzy albumów w Korei Południowej. „The Washington Post” nazwała ich „największym zespołem w Azji”, a „The Hollywood Reporter” – „największym boysbandem na świecie”.
Pierwsze wydawnictwo grupy było umiarkowanym sukcesem. Punkt zwrotny grupy nadszedł z wydaniem minialbumu Always (2007) z piosenką Geojitmal (Lie) (kor. 거짓말(Lie)), która utrzymała się na pierwszym miejscu na koreańskich listach przebojów przez siedem kolejnych tygodni. Dzięki wydaniu późniejszych albumów, Hot Issue i Stand Up, kontynuowali swój sukces. Wielką popularność z tych albumów zdobyły takie hity jak Last Farewell i Haru Haru. Od 2007 do 2008, Big Bang otrzymali wiele nagród, w tym za „Najlepszy Męski Zespół”, „Piosenkę Roku”, „Artystę Roku” i Główną Nagrodę na Rozdaniu Nagród Muzycznych Seulu.
Od 2009 do 2010, Big Bang stał się bardzo popularny w Japonii, większość Japończyków zagłosowała na nich w ankiecie pt: „Koreański zespół, który najbardziej chcą zobaczyć japońscy fani”. Zostali pierwszą zagraniczną grupą, która została okrzyknięta „Najlepszymi Debiutantami” przez Japońską Stację Kablową i Radiową oraz „Najlepszymi Nowymi Artystami” przez MTV Japan. Wśród japońskich sukcesów grupowych, członkowie zaczęli swoje solowe działalności. Taeyang, G-Dragon, i Seungri wydali swoje single. G-Dragon i T.O.P współpracowali przy albumie GD & TOP. Seungri i Daesung zaczęli występować w programach telewizyjnych i w musicalach. T.O.P został wysokiego poziomu gwiazdą filmową. Daesung gościł w wielu popularnych programach telewizyjnych Korei.
Po niemal dwuletniej przerwie w Korei, Big Bang ponownie wrócił w 2011 z minialbumem Tonight. W 2012 r. Big Bang wypuścił swój piąty minialbum Alive w Korei i album w Japonii. W międzyczasie największą popularność zdobyła ich piosenka Fantastic Baby, która jest jedną z najczęściej oglądanych teledysków w serwisie YouTube (ponad 300 mln wejść). W 2015 roku, po 3 latach przerwy Big Bang powrócił na scenę muzyczną z nowym projektem, MADE.

## Historia

### Powstanie i debiut zespołu
Przed debiutem zespołu niektórzy członkowie mieli już kontakt z przemysłem rozrywkowym. G-Dragon i Taeyang byli pierwszymi, którzy otrzymali szkolenie pod wytwórnią YG Entertainment w wieku dwunastu lat. T.O.P był undergroundowym raperem znanym pod pseudonimem „Tempo”. Jednym z jego najbardziej popularnych utworów był „Buckwild” wykonany z NBK Gray. Po tym, jak G-Dragon został wybrany przez YG Entertainment jako możliwy kandydat na członka boysbandu, G-Dragon skontaktował się z T.O.P, swoim przyjacielem z dzieciństwa, co doprowadziło do jego przesłuchania. Seungri po raz pierwszy wystąpił w reality show Let's Cokeplay: Mnet Battle Shinhwa, w którym zespół Shinhwa poszukiwał członków do utworzenia „Shinhwa drugiej generacji”. Pierwotnie zespół miał składać się z sześciu członków: do wyżej wymienionych doszli Daesung i SO-1, którzy wzięli udział w castingu. Historia powstawania zespołu została opowiedziana w telewizyjnym dokumencie Big Bang Documentary; przed ich oficjalnym debiutem SO-1 został odsunięty.
Oficjalny debiut Big Bang odbył się 19 sierpnia 2006 roku w Olympic Gymnastics Arena podczas koncertu G Family 10th Year Concert. 29 sierpnia ukazał się pierwszy singel BIGBANG, sprzedał się w ilości ok. 40 tys. egzemplarzy. Drugi singel, BIGBANG is V.I.P, został wydany we wrześniu, a trzeci – BIGBANG 03 – w listopadzie. 22 grudnia 2006 roku ukazał się pierwszy album studyjny zespołu zatytułowany BIGBANG Vol.1. Album sprzedał się w liczbie 110 408 egzemplarzy (stan na październik 2007 rok). 30 grudnia 2006 roku odbył się pierwszy koncert zespołu The Real.

### 2007:AlwaysiHot Issue
8 lutego 2007 roku ukazał się koncertowy album The Real Vol.1 Live Concert. 27 maja grupa rozpoczęła swoją pierwszą trasę Want You Tour. Pierwszy minialbum, zatytułowany Always ukazał się w sierpniu. G-Dragon skomponował i napisał większość utworów zawartych na płycie, w tym singel Geojitmal (Lie) (kor. 거짓말(Lie)). Odbiór albumu był dość pozytywny, zwłaszcza dzięki utworowi Geojitmal (Lie), zdobył kilka nagród i został pierwszym przebojem numer jeden zespołu.
Ich drugi minialbum, Hot Issue, wydany w listopadzie, powtórzył sukces swojego poprzednika: główny singel Majimak Insa (Last Farewell) (kor. 마지막 인사(Last Farewell)) znalazł się na szczycie wielu list przebojów i wygrał kilka nagród, w tym „Piosenka Miesiąca” podczas Cyworld Digital Music Awards. Bilety na kolejną trasę Big Bang Is Great zostały wyprzedane w ciągu dziesięciu minut.
Pod koniec 2007 roku poinformowano, że członkowie zespołu zostali hospitalizowani z powodu przemęczenia spowodowanego częstymi występami promocyjnymi i napiętym grafikiem koncertowym, przez co management ograniczył aktywność grupy. Duże zapotrzebowanie na albumy i single Big Bang spowodowało, że wytwórnia ponownie wydało płyty. Big Bang, dzięki sukcesowi minialbumów, zebrali liczne nagrody, w tym dla najlepszego boysbandu i za piosenkę roku na Mnet Asian Music Awards w 2007 roku. Podczas 17. Seoul Music Awards zespół zdobył nagrodę „Artysta Roku”. Do końca roku zespół zarobił w sumie 12 mld wonów.

### 2008:For The World,With UiStand Up
Z końcem 2007 roku Big Bang wyruszyli zagranicę, do Japonii. Ich pierwszy japoński minialbum, For The World, ukazał się 4 stycznia 2008 roku. Grupa dała koncert w JCB Hall w Tokyo Dome City. Big Bang powrócił do Korei Południowej po zakończeniu działań promocyjnych w Japonii. 27 lutego ukazał się koncertowy album The Great Vol.2 Live Concert, którego nagrania pochodzą z koncertów z 28-30 grudnia 2007 r. trasy 2nd Live Concert "The Great". Drugi japoński minialbum, With U, ukazał się w maju.
Choć zajęcia grupowe zostały opóźnione ze względu na solowe projekty, ich trzeci koreański minialbum, Stand Up, został wydany w sierpniu. Płyta została nagrana z udziałem Daishi Dance oraz koreańskiego zespołu rockowego No Brain, została sprzedana w ilości ponad 100 tys. egzemplarzy. Główny singel z płyty, Haru Haru znalazł się na szczycie kilku koreańskich rankingów.
Pierwszy japoński album studyjny, zatytułowany Number 1, ukazał się 9 października 2008 roku. Zespół promował płytę wykonując utwór „Number 1” w japońskich programach radiowych i telewizyjnych. Album zadebiutował na 13. pozycji rankingu Weekly Oricon Albums Chart. Miesiąc później, w listopadzie ukazał się drugi koreański album Remember, z głównymi singlami: bulgeun noeul (Sunset Glow) i Strong Baby. Album sprzedał się w ilości ponad 200 tys. egzemplarzy. Big Bang otrzymali swoją drugą nagrodę „Artysty Roku” na Mnet Asian Music Awards w 2008 roku. Z końcem roku 2008 Big Bang zarobił łącznie 36 mld wonów.

### 2009–2010: Drugi japoński album i nagrody
Na początku 2009 roku Big Bang zawiesił działalność ze względu na solowe projekty każdego z członków. Grupa zeszła się, aby nawiązać współpracę z debiutującym wówczas zespołem 2NE1, który został nazwany „żeńskim Big Bang”. Utwór Lollipop ukazał się w marcu 2009 roku, został wykorzystany w celu promocji telefonu komórkowego marki LG Cyon, do utworu został nagrany teledysk. Big Bang wydali cyfrowy singel So Fresh, So Cool, który promował markę piwa Hite.
19 sierpnia 2009 roku ukazał się drugi japoński album zatytułowany BIGBANG, którego promowały single MY HEAVEN i Gara Gara Go!!. Pierwszy utwór jest japońską wersją utworu Cheonguk (Heaven) (kor. 천국(Heaven)) z albumu Stand Up; zajął 3. pozycję na liście Oricon Weekly Singles Chart. Drugi singel z kolei zajął 5. pozycję na liście singli.
Po powrocie do Korei, członkowie powrócili do swoich solowych projektów. W listopadzie ukazał się trzeci japoński singel, Koe o kikasete. W grudniu zespół zdobył nagrody „Najlepszy Debiut” podczas 42nd Nihon Yūsen Taishō oraz 51st Japan Record Awards.
W styczniu 2010 roku Big Bang, razem z TVXQ, otrzymali miano „kulturowych ambasadorów” przyznane im przez Korea Foundation for International Culture Exchange (KOFICE). Następnego miesiąca rozpoczęła się druga japońska trasa koncertowa – Electric Love Tour. Choć zespół nie nagrał żadnego oficjalnego albumu, w 2010 roku ukazało się kilka singli promocyjnych. 19 lutego ukazał się singel „Lollipop Pt.2” (dalsza część ich singla „Lollipop”), którego użyto w celu promowania telefonu Lollipop2 firmy LG Cyon.
W czerwcu ukazał się czwarty japoński singel, Tell Me Goodbye. Utwór został wykorzystany w czołówce japońskiej emisji serialu Irys. Piosenka zyskała popularność i przychylne recenzje, zdobyła nagrodę „Piosenka Roku” podczas 52nd Japan Record Awards.

### 2011: Czwarty minialbum iBIGBANG 2
29 lutego 2011 roku, po prawie dwuletniej przerwie, ukazał się czwarty minialbum – Tonight. W pierwszym tygodniu od premiery sprzedano 100 tys. egzemplarzy. Album spotkał się z pozytywnym odbiorem wśród recenzentów. Choi Jun z Asiae pochwalił nowy kierunek muzyczny grupy, uznając, że w ciągu dwóch lat przerwy „styl i muzyczna wrażliwość [grupy] pogłębiła się”. Siedem dni po wydaniu albumu ogłoszono, że Big Bang zarobił już 7 mld wonów. Główny singel o tym samym tytule zajął wysokie pozycje na listach Gaon Chart. Po zakończeniu działań promocyjnych minialbumu, Big Bang wydał edycję specjalną albumu, Special Edition, z dwoma nowymi utworami: „Love Song” oraz „Stupid Liar”. Teledysk do utworu „Love Song” zdobył ponad 2 miliony odsłon w ciągu dwóch dni od zamieszczenia w serwisie YouTube.
Od 10 do 19 maja trwała japońska trasa Love & Hope Tour. 11 maja ukazał się trzeci japoński album, zatytułowany BIGBANG 2, który uplasował się na 1. pozycji listy Weekly Oricon Album Chart oraz zdobył status złotej płyty.
Big Bang zdobyli nagrodę „Najlepszy wykonawca światowy” podczas MTV Europe Music Awards 2011 jako przedstawiciele Azji i Pacyfiku z ponad 58 mln głosów. „Love Song” zdobyła także nagrodę „Najlepszy Teledysk” podczas 2011 Mnet Asian Music Awards. Big Bang później obchodził 15. rocznicę wytwórni YG Entertainment uczestnicząc w trasie YG Family Concert Tour. Następnie 14 grudnia ukazał się trzeci album z największymi przebojami, The Best Of BIGBANG, na którym znalazła się japońska wersja ich przeboju numer jeden „Haru Haru”. Album uplasował się na szczycie wykresu Oricon Daily Album Chart i sprzedał się w ilości ponad 14 tys. egzemplarzy w pierwszym tygodniu. Z końcem roku 2011 Big Bang zarobił łącznie 88 mld wonów, mimo że zespół był aktywny jedynie przez pół roku.

### 2012–2014:Alive, pierwsza światowa trasa i aktywności solowe

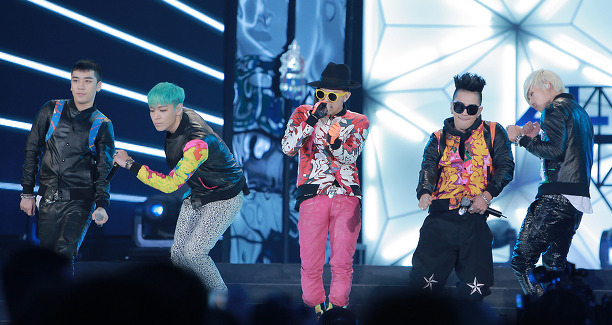
Big Bang podczas K-Collection 2012

W styczniu 2012 roku YG Entertainment zaczęło publikować teasery piątego koreańskiego minialbumu Alive, który został wydany w formatach cyfrowym i fizycznym 29 lutego. Preorder albumu wyniósł 260 tys. egzemplarzy w ciągu dwóch tygodni. Album został ogólnie dobrze przyjęty i był chwalony za zaprezentowanie „postępu, różnorodności muzycznej, nonkonformizmu i jednocześnie zachowanie niepowtarzalnej tożsamości Big Bangu”. Główny singel z płyty, „Blue”, ukazał się na tydzień przed na wydaniem minialbumu i osiągnął pozycję numer jeden na wszystkich głównych wykresach krajowych. Alive odniósł sukces komercyjny sprzedając się w liczbie ponad 200 tys. egzemplarzy w ciągu miesiąca od premiery. Na arenie międzynarodowej Big Bang zdobył pięć pozycji z czołowej dziesiątki na liście Billboardu K-pop Hot 100, a także na 150 pozycji listy Billboard 200, co uczyniło ich pierwszym koreańskim artystą, który tego dokonał. Ich popularność zwiększyła się przesuwając zespół na 26. Pozycję listy Billboard Social 50. Uzyskali uznanie m.in. magazynu „Time”, zdjęcie grupy znalazło się na stronie głównej Grammy Awards.
Wydanie albumu zbiega się z dorocznym koncertem, Big Show 2012, który odbył się w Seoul Olympic Park Stadium w dniach 2-4, zespół zagrał dla 40 tys. fanów. Koncert ten rozpoczął pierwszą światową trasę koncertową Big Bang Alive Galaxy Tour 2012, we współpracy z Live Nation. Trasa została wyreżyserowana przez znaną choreograf Laurieann Gibson, zespół wystąpił w 21 miastach z ponad 13 krajów. Materiał filmowy z koncertu Big Show był transmitowany w 160 krajach poprzez MTV World Stage, co pchnęło promocję ich światowej trasy. 6 marca 2012 roku teledysk do „Fantastic Baby” ukazał się na YouTube. Jest to obecnie najpopularniejszy utwór zespołu, zdobył ponad dwieście pięćdziesiąt milionów odsłon na YouTube.
Japońska wersja minialbumu, Alive, ukazała się 28 marca zarówno cyfrowo jak i fizycznie, z dwoma dodatkowymi utworami w jęz. japońskim. Na płycie znalazła się bonusowo japońska wersja utworu „Haru Haru”. W dniu premiery sprzedano ponad 23 tys. kopii, a sam album uplasował się na drugim miejscu na listy Oricon Albums Chart, ostatecznie sprzedając się w liczbie ponad 200 tys. egzemplarzy i zdobywając status złotej płyty. Japońskie działania promocyjne rozpoczęły się występem w Springroove Festival obok najlepszych amerykańskich i japońskich artystów hip-hopowych. Big Bang był pierwszym koreańskim artystą, razem z 2NE1, występującym na festiwalu. Po sukcesie koreańskiego minialbumu Big Bang wydał 6 czerwca jego specjalną edycję, zatytułowaną Still Alive. Zawierała cztery nowe utwory. Japoński album również został wydany ponownie 20 czerwca pod tytułem ALIVE -MONSTER EDITION-.
Sukces albumu Still Alive przyczynił się do zwiększenia globalnego uznania grupy, dając im 11. miejsce na liście Billboard Social 50. Zespół intensywnie koncertował przez pozostałą część roku, wystąpili w kilku krajach i regionach: Japonii (maj-czerwiec), Chinach (lipiec-sierpień), Azji Południowo-Wschodniej (wrzesień-październik) i obu Ameryk (listopad). Po zwiedzeniu obu Ameryk grupa wróciła do Japonii z trasą Special Final in Dome Tour, występując na jednych z największych stadionów w Japonii w tym Osaka Dome, Tokyo Dome i Fukuoka Dome. Big Bang wystąpili także w Hongkongu i Anglii w grudniu 2012 roku. W Londynie zaplanowano jeden koncert, ale został dodany do trasy dodatkowy termin ze względu na duże zainteresowanie. Trasa Big Bang Alive Galaxy Tour 2012 zakończyła się koncertami w Osace w połowie stycznia, a także z trzema koncertami na Olympic Gymnastics Arena w Seulu pod koniec stycznia 2013 roku.
30 listopada 2012 roku Big Bang otrzymali trzy nagrody na 14. Mnet Asian Music Awards, w tym „Najlepsza Męska Grup” oraz „Artysta Roku”. G-Dragon zdobył także nagrodę „Najlepszy Artysta” podczas tej imprezy. Zespół otrzymał też nagrodę z kategorii „Best Fan” podczas Italian TRL Awards. W następnym roku członkowie zrobili sobie przerwę od zajęć grupowych, aby wydawać i promować własne materiały.

### 2015–2016:MADE, druga światowa trasa i 10 rocznica
Po trzyletniej przerwie Big Bang powrócili wydając specjalny projekt do ich koreańskiego albumu MADE: single M, A, D, E. Pierwszy singel M (maj 2015 r.) zawierał dwa utwory: „Loser” i „Bae Bae”, które zajęły odpowiednio pierwszą i trzecią pozycję na liście Gaon Digital Chart. Podczas 13. Korean Music Awards utwór „Bae Bae” zdobył nagrody „Najlepsza Popowa Piosenka” oraz „Piosenka Roku”. W następnym miesiącu ukazał się A (czerwiec 2015 r.) z dwoma utworami „Bang Bang Bang” i „We Like 2 Party”, które również zajęły pierwsze dwa miejsca na liście Billboardu World Digital Chart. 25 czerwca łączna oglądalność utworów specjalnego projektu przekroczyła 100 mln odsłon na YouTube. Utwór „Bang Bang Bang” podczas MTV Iggy zdobył nagrodę „Międzynarodowa Piosenka Lata”. Singel D, wydany w lipcu 2015 r., zawierał piosenki „If You” i „Sober”. Na liście przebojów QQ Music „Sober” zajął pierwsze miejsce pokonując „Bang Bang Bang”. „If You” i „Sober” zajęły odpowiednio 2. i 3. pozycję na liście Billboard World Digital Chart. W tym samym miesiącu łączna oglądalność teledysków M, A i D przekroczyła 200 mln odsłon na YouTube. Singel E, wydany w lipcu 2015 r., zawierał piosenki „Zutter” i „Let's Not Fall In Love”. Druga z nich zadebiutowała na pierwszej pozycji listy Gaon Digital Chart  oraz Billboard World Digital Songs Chart. Połączona sprzedaż singli wyniosła ponad 15 milionów egzemplarzy w całej Azji. Aby promować swoje single, grupa rozpoczęła trasę MADE World Tour, która odniosła komercyjny sukces. Trasa rozpoczęła dwoma koncertami w Seulu w 25 i 26 kwietnia, w 66 występach zgromadziła 1,5 miliona fanów na całym świecie. Z końcem roku 2015 Big Bang zarobił łącznie 140 mld wonów.
Pomimo sukcesu komercyjnego singli, data wydania albumu została przełożona w celu dodania nowych utworów do albumu, a grupa postanowiła odpocząć po czterech miesiącach działań promujących. Podczas 2015 Mnet Asian Music Awards, Big Bang pojawili się jako jeden z największych zwycięzców gali zdobywając cztery nagrody w tym trzecią „Artysty Roku”. Big Bang kontynuowali tournee w 2016 roku, z trasą 2016 Big Bang MADE [V.I.P] Tour w Chinach i na Tajwanie, występując łącznie przed ponad 180 tys. fanów. 3 lutego ukazał się  piąty japoński album MADE SERIES. Od 22 kwietnia do 29 maja 2016 roku trwała japońska trasa Babys Fantastic Tour 2016, która zgromadziła 280 tys. fanów. Big Bang zgarnęli później nagrodę dla najlepszego artysty podczas MTV Italian Music Awards, zostając pierwszym i jedynym Koreański artystą, który wygrał tę nagrodę.
Z okazji 10 rocznicy zespołu powstało kilka projektów. Pierwszym z nich był film dokumentalny Big Bang Made, który przedstawiał grupę podczas tournée MADE 2015 World Tour – został wydany 30 czerwca. Drugim była seria koncertów zatytułowanych 0.TO.10, które odbyły się w dwóch miejscach: 29–31 lipca w Yanmar Stadium Nagai w Osace (Japonia) i 20 sierpnia w Seul World Cup Stadium (Korea Południowa). Trasa została przedłużona o czwartą "Japan Dome Tour", które trwały od 5 listopada do 29 grudnia 2016 roku. Trzeci projekt, nazwany A TO Z, był wystawą prezentującą historię grupy; odbyła się w Seulu od 5 sierpnia do 30 października.
Koreański album MADE ostatecznie ukazał się 12 grudnia 2016 roku. Przed jego premierą ukazały się dwa single: Fxxk It (kor. 에라 모르겠다) oraz Last Dance. Te dwa utwory, wraz z Girlfriend, uplasowały się na trzech pierwszych miejscach listy Digital Gaon Chart sprzedając się łącznie w ilości ponad 1 mln egzemplarzy w pięć dni. Piosenki zadebiutowały na 2., 3., i 4. pozycji listy Billboard World Digital Songs, sprzedając się łącznie w liczbie 13 tys. kopii. Wersja cyfrowa MADE sprzedała się w ilości 1,113,494 kopii cyfrowych na QQ Music, Kugou i Kuwo – trzech głównych platformach muzycznych Chin. Album zadebiutował na 172. pozycji listy Billboard 200 z 6000 sprzedanymi płytami, a także na pierwszej pozycji listy World Albums i Heatseekers Albums.
W 2016 roku zespół zarobił 44 miliony dolarów.

### 2017–2020: TrasaLast Dance Tour
Dwa specjalne koncerty bisowe, zatytułowane Big Bang The Concert: 0.To.10 Final In Seoul, odbyły się w Gocheok Sky Dome 7–8 stycznia 2017 roku, i zakończyły trasę z okazji dziesiątej rocznicy.
Zgodnie obowiązkową służbą wojskową w Korei Południowej, T.O.P 9 lutego 2017 roku rozpoczął dwuletnią służbę jako policjant. 8 sierpnia 2017 roku firma YG Entertainment zapowiedziała piątą coroczną trasę koncertową w Japonii, Last Dance Tour, która rozpoczęła się w listopadzie. Odbyło się 13 koncertów w czterech miastach, a frekwencja wyniosła 646 tys. fanów. T.O.P nie wystąpił podczas trasy koncertowej ze względu na odbywaną służbę wojskową w Korei Południowej. Dwa finałowe koncerty trasy odbyły się również w Gocheok Sky Dome, w Seulu, w dniach 30 i 31 grudnia. W 2017 roku YG Entertainment stworzyło program rozrywkowy z udziałem grupy, pt. Run, BIGBANG Scout!, udostępniony przez YouTube Red; po raz pierwszy oryginalna zawartość danej usługi została wyprodukowane poza Stanami Zjednoczonymi. Pierwszy odcinek programu został udostępniony za darmo i zdobył ponad 9,6 milionów odsłon na YouTube.
Pozostałych czterech członków Big Bangu rozpocznie służbę wojskową wiosną 2018 roku. G-Dragon rozpoczął  służbę wojskową 27 lutego, Taeyang – 12 marca, a Daesung dzień później.
13 marca ukazała się niewydana wcześniej piosenka „Flower Road”, która została nagrana, kiedy zespół pracował nad albumem MADE. W nagraniu utworu uczestniczyło pięciu członków grupy. Dzień później piosenka zdobyła status All-Kill.
11 marca 2019 roku Seungri ogłosił wycofanie się z branży rozrywkowej przez skandale dotyczące Club Burning Sun, powodując jego odejście z Big Bangu; dwa dni później agencja poinformowała o rozwiązaniu kontraktu z artystą.
11 marca 2020 roku YG Entertainment potwierdziło, że G-Dragon, T.O.P, Deasung oraz Taeyang przedłużyli swoje kontrakty z agencją.

### Od 2022: Powrót po przerwie
7 lutego 2022 roku YG Entertainment ogłosiło, że Big Bang powrócą wiosną z nowym utworem. Poinformowali również, że T.O.P zakończył swój ekskluzywny kontrakt z YG Entertainment, chociaż nadal będzie brał udział w działalności grupy. Zespół wydał cyfrowy singel zatytułowany „Still Life” (kor. 봄여름가을겨울 Bom Yeoleum Gaeul Gyeoul) 5 kwietnia 2022 roku.

## Członkowie

### Byli
| Pseudonim            | Pseudonim | Prawdziwe imię | Prawdziwe imię | Data urodzenia       | Pozycja                                       |
| Latynizacja          | Hangul    | Latynizacja    | Hangul         | Data urodzenia       | Pozycja                                       |
| -------------------- | --------- | -------------- | -------------- | -------------------- | --------------------------------------------- |
| Seungri (także V.I.) | 승리      | Lee Seung-hyun | 이승현         | 12 grudnia 1990(dts) | wokal wspierający, prowadzący tancerz, maknae |

## Dyskografia
| Albumy studyjne - Bigbang Vol.1 (2006) - Remember (2008) - MADE (2016) Minialbumy - Always (2007) - Hot Issue (2007) - Stand Up (2008) - Tonight (2011) - Alive (2012) | - Number 1 (2008) - BIGBANG (2009) - BIGBANG 2 (2011) - ALIVE (2012) - MADE SERIES (2016) Minialbumy - For The World (2008) - With U (2008) - Special Final in Dome Memorial Collection (2012) |

### Live Concert albumy
- The Real (08.02.2007)
- GREAT (29.02.2008)
- Big Show (22.04.2009)
- Alive (2012)

## Trasy koncertowe
- Global Warning Tour (2008)
- Alive Galaxy World Tour (2012–2013)
- Japan Dome Tour (2013–2014)
- Japan Dome Tour X (2014–2015)
- MADE World Tour (2015–2016)
- Japan Dome Tour 2017 -Last Dance- (2017)

## Nagrody
2006
- Cyworld: Rookie of the Month

2007
- Piosenka miesiąca: Lies (Sierpień)
- Piosenka miesiąca: Lies (Wrzesień)
- Piosenka miesiąca: Last Farewell (Grudzień)
- M.NET/KM Music Festival: Piosenka roku[115]
- M.NET/KM Music Festival: Najlepsza męska grupa[115]
- M.NET/KM Music Festival: Muzyczne urządzenie[115]
- 22nd Annual Golden Disk Awards: Bonsang (Dirty Cash)
- SBS Inkigayo Nagrody: Złota Nagroda
- Asian Music Extreme Awards: Najlepszy Azjatycki Nowy Zespół/Wyłom u Francuskich Ludzi
- Asian Music Extreme Awards: "Always" - Najlepszy Azjatycki Hiphopowy Album

2008
- Piosenka miesiąca: Haru Haru (Wrzesień)
- Piosenka miesiąca: Sunset Glow (Listopad)
- 5th Annual Korean People's Music Choice Award. Netizen Award : Dance & Electronic Section Prize
- 17th Seoul Music Awards: Muzyczna nagroda
- 17th Seoul Music Awards: Artysta na topie
- 17th Seoul Music Awards: Artysta roku
- M.NET/KM Music Festival: Artysta Roku
- M.NET/KM Music Festival: Najlepsza Męska Grupa Roku
- M.NET/KM Music Festival: Muzyczna nagroda
- M.NET/KM Music Festival: Muzyczny Portal M.NET Award

2009
- 18th Seoul Music Awards: High1 Award
- 18th Seoul Music Awards: Najlepszy Album
- 18th Seoul Music Awards: Mobile Popularity Award
- 18th Seoul Music Awards: BonSang
- 21st Korea PD Awards: Najlepszy Piosenkarz (Seungri)
- Nick Kid's Choice Awards: Najlepszy Męski Piosenkarz
- Cyworld: Piosenka miesiąca: Lollipop (Feat. 2NE1) (Kwiecień)
- Nickelodeon Korea Kids Choice Awards: Najlepszy męski wokalista
- Best Hits Song Festival 2009: Nagroda Złotego Artysty
- 42nd Japan Cable Broadcasting Award: Najlepszy nowy zespół
- Ministry of Culture, Sports and Tourism: Artysta roku
- 51st Japan Record Awards: Najlepszy nowy zespół

2010
- Japanese Grand Prix du Disque - Najlepszy Nowy Arysta
- The 24th Japan Gold Disc Award - 'The Best 5 New Artists'
- Cyworld Digital Music Awards 2009: Best 10
- Space Shower Music Video Awards: Najlepsza choreografia w klipie muzycznym

2011
- MTV Europe Music Awards: Best Worldwide Act